# Emirates
Emirates (en árabe: طيران الإمارات‎ Tayaran Al-Imārāt) es una de las dos aerolíneas de bandera de los Emiratos Árabes Unidos. La aerolínea es una subsidiaria de The Emirates Group, a la que pertenece en su totalidad. Es la aerolínea más grande en el Medio Oriente, que opera cerca de 3400 vuelos por semana desde su centro de operaciones en el Aeropuerto Internacional de Dubái, a más de 133 ciudades en 74 países en los seis continentes. Las actividades de carga se llevan a cabo por el Grupo Emirates SkyCargo. Es conocida mundialmente por ser la aerolínea con la mayor flota de aviones Airbus A380 (119 aparatos).

## Descripción
La aerolínea se encuentra entre las 10 principales compañías a nivel mundial en términos de pasajeros-kilómetro y se ha convertido en la aerolínea más grande en el Medio Oriente en términos de ingresos, el tamaño de la flota y pasajeros transportados. En 2012, Emirates fue la cuarta mayor aerolínea del mundo en términos de pasajeros internacionales llevados a destino y pasajeros-kilómetros volados. La línea aérea fue la tercera más grande en términos de toneladas de carga-kilómetros volados. La compañía también opera cuatro de las rutas comerciales más largas del mundo sin escala: desde Dubái a Los Ángeles, San Francisco, Dallas / Fort Worth y Houston.
Emirates opera una flota mixta de Airbus y Boeing con aviones de fuselaje ancho y es una de las pocas aerolíneas que opera su flota completa con aviones de este tipo, el centro del cual es el Boeing 777. Emirates también tiene pedidos por 140 aviones A380 de Airbus y se convirtió en el primer operador de este tipo. Emirates es una empresa referente respecto a compras de aviones, después de haber comprado 200 aviones, solo en 2013. Ha construido una marca fuerte como un líder en la industria de la aviación, en particular en términos de excelencia en el servicio, y su rápido crecimiento, junto con la rentabilidad consistente. La aerolínea ha ganado numerosos premios: ocupó el segundo lugar en el Air Transport World para "Aerolínea del Año" en 2012. El premio ha sido otorgado con base en el reconocimiento de su compromiso con la seguridad y la excelencia operativa, tendencias de servicio al cliente, la situación financiera incluyendo una ganancia anual consecutiva de 25 años. Emirates está clasificado como una aerolínea de cuatro estrellas por el grupo consultor de aviación Skytrax. La aerolínea fue votada Aerolínea del Año en 2013.
El Aeropuerto Internacional de Dubái funciona las 24 horas del día y su ubicación en el centro de los viajes globales contribuyen a impulsar el auge de la línea aérea, que en los últimos 20 años ha registrado un crecimiento anual promedio del 25 % en el tráfico de pasajeros, más alto que cualquier aerolínea a nivel mundial.
Emirates opera una flota mixta de aviones de fuselaje ancho Airbus y Boeing y es una de las pocas aerolíneas que opera una flota de aviones de fuselaje ancho (excluyendo Emirates Executive). En marzo de 2023, es el mayor operador de Airbus A380 con 100 aviones en servicio, 19 almacenados y dos aviones desguazados. Desde su introducción, el Airbus A380 se ha convertido en una parte integral de la flota de Emirates, especialmente en rutas de larga distancia y alta densidad. Es también el mayor operador de Boeing 777 del mundo con 134 aviones en servicio.

## Historia
Emirates se fundó en marzo de 1985 con el respaldo del gobernante de Dubái, Mohammed bin Rashid Al Maktoum. El primer vuelo de la aerolínea fue de Dubái a Karachi, Pakistán, el 25 de octubre de 1985. Pakistan International Airlines jugó un papel importante en el establecimiento de los Emiratos en sus primeros años brindando asistencia técnica y administrativa, además de proporcionar un nuevo Boeing 777-300 y un Airbus A300B4-200.
Durante sus primeros años, Emirates experimentó un fuerte crecimiento, con un promedio anual del 30 %. La guerra del Golfo ayudó a impulsar el negocio de la aerolínea, ya que fue la única aerolínea que siguió volando en los últimos diez días de la guerra. En 2000, la aerolínea realizó un pedido de una gran cantidad de aviones, incluidos el Boeing 777-300 y el Airbus A380, y también lanzó su programa de viajero frecuente Skywards.
Desde entonces, la aerolínea ha seguido ampliando su flota y su red, centrándose en conectar el sur de Asia con América del Norte y competir con otras aerolíneas importantes en rutas internacionales. Su crecimiento ha atraído críticas de otras aerolíneas, que afirman que la aerolínea tiene ventajas injustas y como resultado, han pedido el fin de las políticas de cielos abiertos con los Emiratos Árabes Unidos. En 2017, Emirates "renovó su ola de compra de aviones" y acordó comprar varios 787 Dreamliners de Boeing por 15 100 millones de dólares. The Wall Street Journal describió el acuerdo como una "pérdida dolorosa" para Airbus.
En 2022, Emirates encargó 50 mil millones de dólares en aviones Boeing a su aerolínea hermana, Flydubai en el Salón Aeronáutico de Dubái. Emirates encargó 90 aviones, incluidas ambas versiones del nuevo avión de larga distancia.

## Destinos de Emirates
Emirates opera más de 3000 vuelos a la semana a través de su red de 132 destinos en más de 78 países en seis continentes desde su centro de operaciones en Dubái. Varios de los nuevos destinos se agregan cada año.
Emirates no es miembro de ninguna de las tres alianzas globales de aerolíneas: Oneworld, SkyTeam y Star Alliance. En 2000, sin embargo, la compañía consideró unirse a Star Alliance, pero optó por permanecer independiente de las tres alianzas. La razón de esto se reveló más tarde por el vicepresidente de operaciones comerciales de la aerolínea, la razón fue que «su capacidad de reacción en el mercado se ve obstaculizada porque se necesita un consenso de sus socios de la alianza.

## Acuerdos de Código Compartido
Emirates tiene acuerdos de código compartido con las siguientes aerolíneas:
- Aerolíneas Argentinas
- Air France
- Avianca
- Azul Linhas Aéreas Brasileiras
- LATAM Airlines
- JetBlue
- Alaska Airlines
- WestJet
- KLM Royal Dutch Airlines
- Copa Airlines
- TAP Air Portugal
- Air India
- Air Malta
- Air Mauritius
- Bangkok Airways
- China Southern Airlines[9]
- flydubai[10]
- Gol Linhas Aéreas
- Japan Airlines
- Jetstar Airways
- Jetstar Asia Airways
- Jetstar Pacific Airlines
- Korean Air
- Malaysia Airlines
- Royal Air Maroc
- Qantas
- S7 Airlines[11]
- South African Airways
- SpiceJet[12][13]
- Swiss International Air Lines
- Thai Airways
- Turkish Airlines

## Subdivisiones

### Emirates SkyCargo
Emirates SkyCargo es la división de carga aérea de Emirates. Comenzó sus operaciones en octubre de 1985, se formó el mismo año que Emirates, y lanzó su propio servicio de aviones en 2001 con un Boeing 747 Freighter. Sirve a 13 destinos exclusivos de carga, además de otros en común con la red de Emirates.
Flota Emirates SkyCargo (diciembre de 2019)

### Emirates Executive
Emirates Executive es una nueva división que se puso en marcha en julio de 2013 para chárters privados y corporativos. Operan un Airbus A319 Business Jet, con suites privadas y asientos para 19 personas, un comedor con salón y baño con ducha de altura completa.

## Flota

### Flota actual
Emirates opera una flota de aviones de fuselaje ancho exclusivamente para hacer frente a dos familias de aviones: el Airbus A380 y el Boeing 777. De acuerdo con su política de mantener una flota joven, que se sitúa en una media de 10,10 años hasta marzo de 2024, renueva su flota con frecuencia. La aerolínea también se ubica como la más grande del mundo por número de plazas internacionales, de acuerdo con el último informe anual de la IATA. En la actualidad, Emirates posee 124 Boeing 777-300ER y 10 Boeing 777-200LR por lo que es el mayor operador mundial de aviones Boeing 777 para un total de 134 unidades para enero de 2025
En julio de 2008, Emirates recibió su primer Airbus A380-800 y en agosto de 2008, se convirtió en la segunda compañía aérea en volar el Airbus A380-800, después de Singapore Airlines . En el año fiscal 2009/10, Emirates agregó 14 nuevas aeronaves a su flota, la cual incluye 10 Boeing 777 y tres A380-800. Emirates tiene una de las más altas tasas de utilización de flota en el mundo, aproximadamente 18 horas al día. El 11 de junio de 2010, Emirates ocupó pagó £ 8000 millones a Airbus para otros 32 aviones A380 con lo que completó el número 90 de la flota para el momento de su entrega. La aerolínea ha confirmado que han abortado un acuerdo previsto para 30 A330-300 y más de 30 A350- 1000, lo anunció en julio de 2008 y actualmente están en conversaciones con Boeing para pequeños aviones de fuselaje ancho.
En la actualidad, Emirates es el mayor operador del Airbus A380 en el mundo con un total de 121 unidades de las cuales 119 se encuentran operativas y se espera su salida de servicio para mediados del 2035. El sustituto principal del super Jumbo es una orden firme de 205 unidades del proyecto Boeing 777X quien ha presentado constantes retrasos en sus entregas por problemas de certificación. Se espera recibir sus primeras unidades a finales del 2025.
A finales de noviembre del 2024, Emirates recibe su primero de 65 unidades Airbus A350-900.
Flota a enero de 2025:

#### Airbus A380

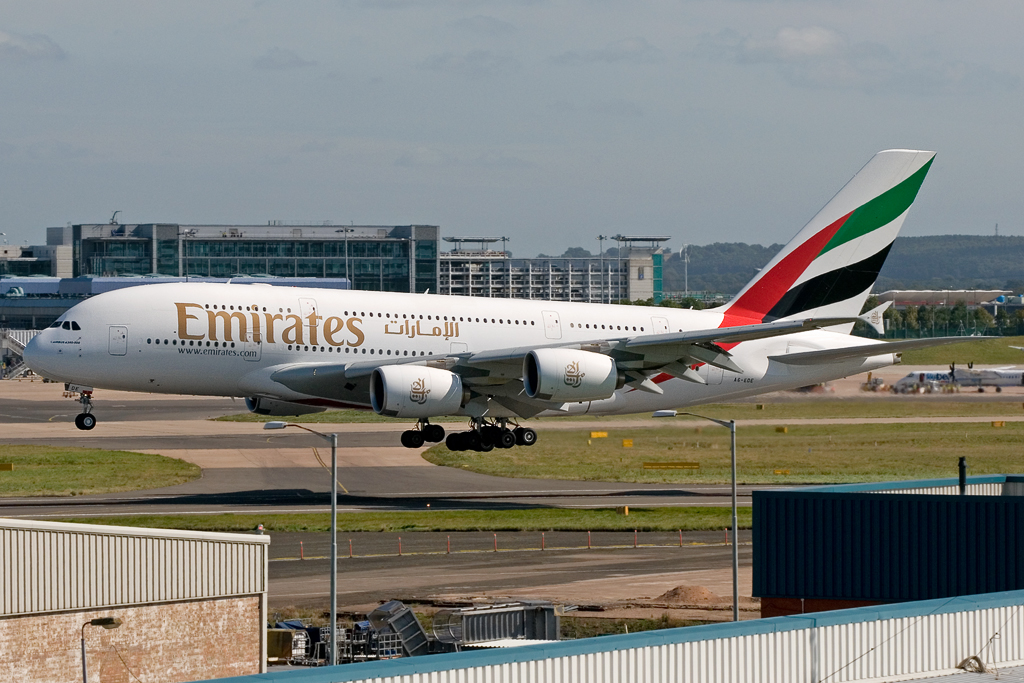
Airbus A380-800 de Emirates, aterrizando en Dallas-Fort Worth

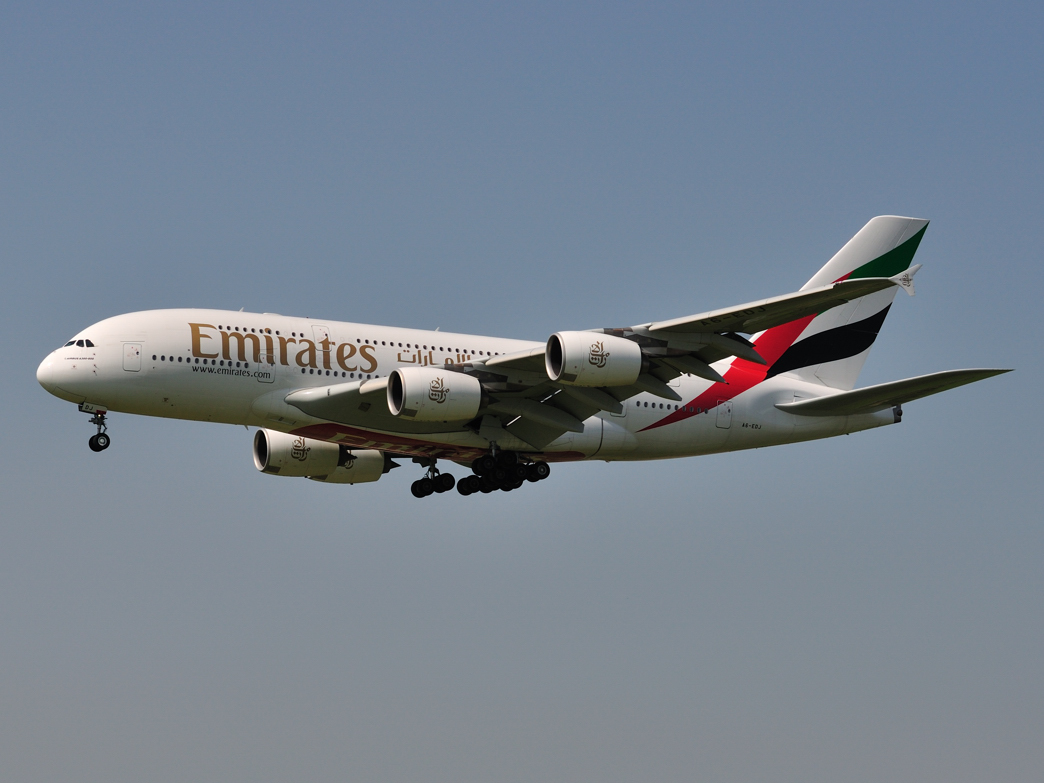
Airbus A380 de Emirates en Ámsterdam

## Servicios

### Cabina

#### Tecnología 3D SeatMapVR
En julio de 2018, Emirates anunció que incorporaba la tecnología 3D SeatMapVR de la compañía tecnológica española Renacen a sus sistemas, permitiendo de esta manera a los pasajeros tener una vista inmersiva 3D de la cabina desde el punto de vista del asiento elegido. Esta tecnología, ganadora de un premio Crystal Cabin Award, fue integrada en la reserva de asientos y en la sección web de Experiencia, ofreciendo un detalle como nunca antes se había visto en cuanto al interior de la aeronave desde prácticamente cualquier perspectiva, incluyendo el Lounge y el Spa a bordo del A380. Emirates se convirtió de esta manera en la primera compañía aérea del mundo en contar con un mapa de asientos en 3D.

#### Primera Clase

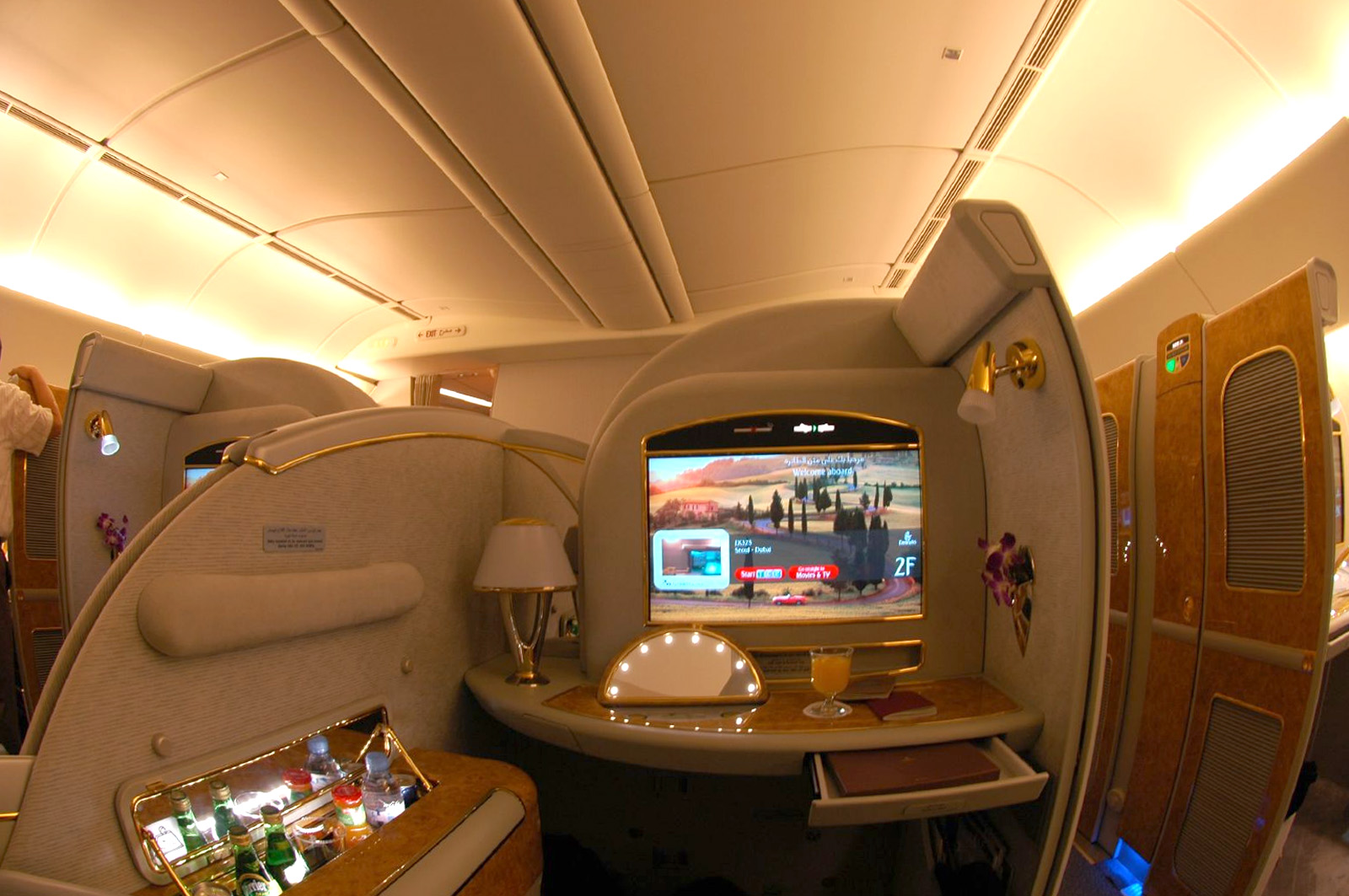
Suites.

Hay 3 tipos de asientos en primera clase, todo el conjunto de puertas, asientos de cama plana Skycruiser (sin puertas) y los asientos Sleeper. Las opciones completas con baño vienen con cierre de puertas para asegurar la privacidad, un mini-bar, un estante y almacenamiento abrigo. También cuentan con el sistema de ICE con una pantalla de 23 pulgadas LCD. El asiento se convierte en una cama totalmente plana de 2 metros. Diferentes Suites privadas están disponibles en todos los A380-800, Boeing 777-200LR y 3 clases en aviones Boeing 777-300ER.

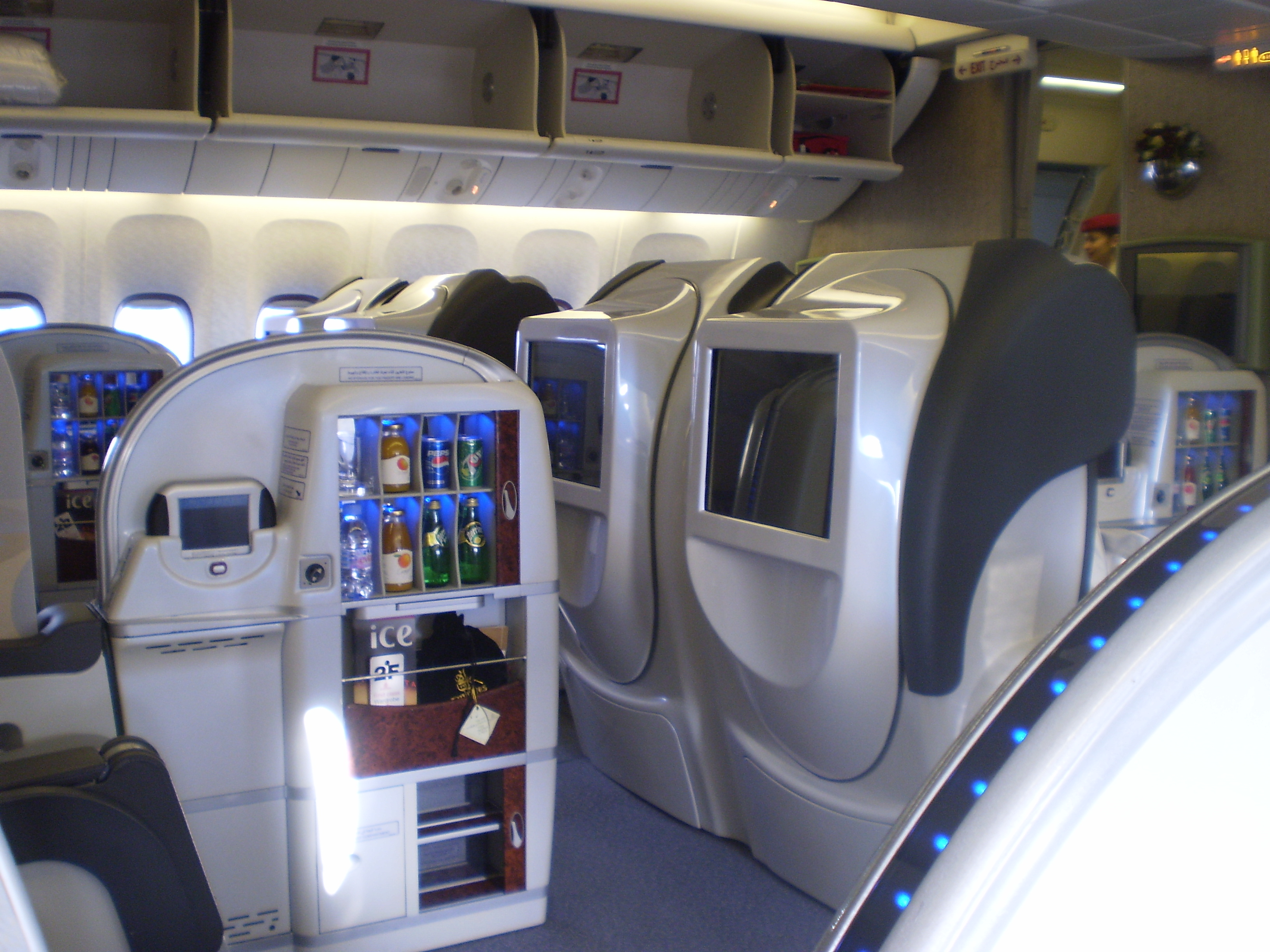
Servicio Skycruiser en los Boeing 777-300ER.

El servicio Skycruiser está disponible en los Boeing 777-200 y Boeing 777-300. Cuenta con asientos que se extienden a camas planas utilizando el control integrado de asiento del pasajero, junto con el sistema de ICE y una pantalla de 19 pulgadas. Los asientos de primera clase también pueden incluir un minibar personal dependiendo de los gustos del pasajero.
En el recién entregado A380-800, la primera clase cuenta con suites privadas, dos opciones de aseo con duchas equipadas y spa, y el acceso a la zona de bar y un salón de clase. El asiento de la clase Premium se encuentra en todo el piso superior de los A380-800.
A partir de verano de 2017, Emirates renovará su bar a bordo, Onboard Lounge, en los Airbus A380-800, a este servicio podrán acceder los pasajeros de First Class y Business Class.

#### Clase de Negocios
En la clase de negocios en el Boeing 777-200ER, Boeing 777-200LR, Boeing 777-300s y Boeing 777-300ER los asientos cuentan con un 60 pulgadas y se reclinan hasta 79 pulgadas de largo en ángulo convirtiéndose en camas reclinables . Los servicios incluyen la función de masaje, la partición de privacidad, apoyo para la cabeza alada con el movimiento de seis vías, dos luces de lectura individual y una luz de techo por asiento, fuente de alimentación de los asientos, puertos USB y un conector RCA para la conexión de la computadora portátil, con más de 600 canales en pantalla del televisor con sistema de Información, Comunicación y Entretenimiento "ICE", que se muestra en una pantalla de 17 pulgadas.

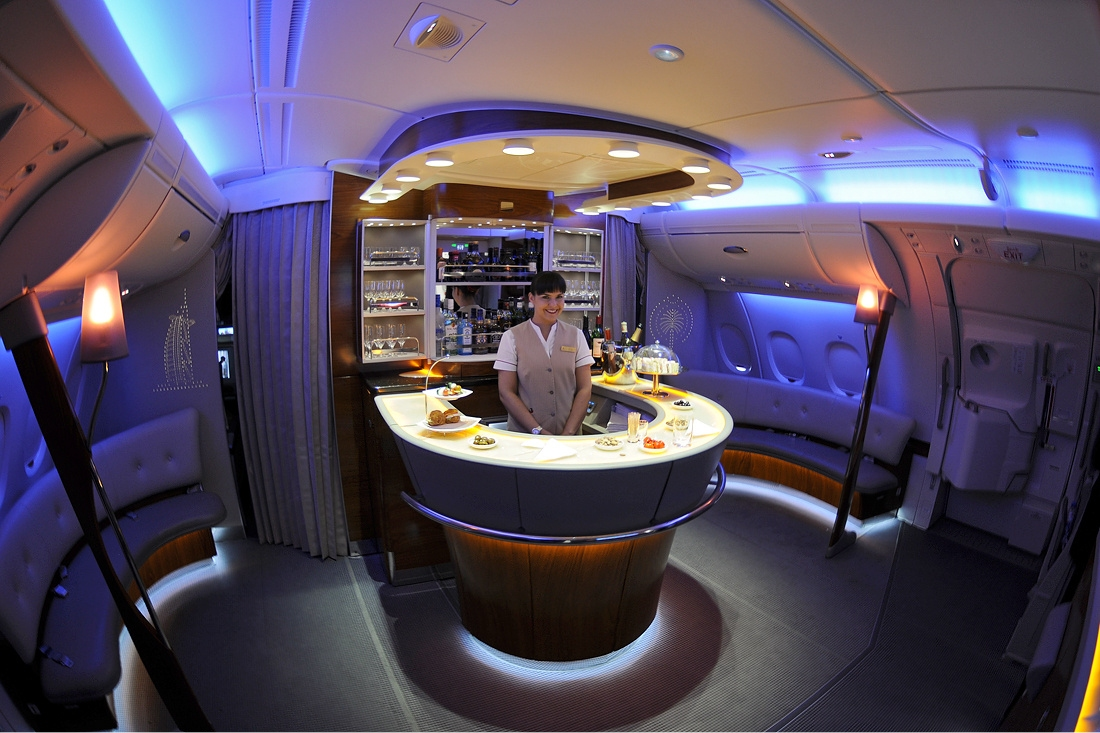
Bar a bordo de la Clase Ejecutiva de un Airbus A380-800 de Emirates.

El A340-500 tiene asientos-cama reclinables que tienen 60 pulgadas (150 cm) de largoy 18 pulgadas (46 cm) de ancho. Todos los A340-500 cuentan con sistema ICE en las tres categorías. Los Boeing 777-200 tienen 20,5 pulgadas (52 cm) con 58 escaños de lanzamiento. Los Boeing 777-200 también cuentan con el sistema ICE. El Airbus A330-200 y Airbus A340-300, los asientos son reclinables estándar en clase de negocios y cuentan con un apoyo para las piernas y con pantallas traseras. Estos asientos de clase business son más pequeños que los otros asientos de clase business en la flota de Emirates ya que estos aviones se utilizan principalmente en las rutas de corto y medio recorrido.
El Airbus A380-800, los asientos reclinables pueden formar una cama totalmente plana y están equipados con minibar personal. Debido a la singular disposición escalonada, la mitad de los asientos de clase business del Emirates A380 son 9 pulgadas más cortos que los otros, con solo 70 centímetros de largo. Los pasajeros de clase de negocios también tienen acceso a un bar a bordo en la parte trasera de la aeronave.

#### Clase Económica
La Clase Turista de Emirates ofrece una distancia entre asientos de 31 a 32 pulgadas (79-81 cm) y ancho de asiento de serie (excepto en la flota de Boeing 777). Emirates es una de las pocas aerolíneas que cuentan con diez asientos por fila en su flota de Boeing 777. El asiento dispone de apoyacabezas ajustables, un sistema de entretenimiento a bordo ICE 600-1000 con canal de In-Flight con entretenimiento y una Computadora portátil en el asiento con poder de enchufe de aviones más recientes y un ordenador portátil recarga instalaciones en las cocinas de los aviones más antiguos. Hay reclinación adicional en los asientos de la clase turista del A380-800

### Sistema de entretenimiento en vuelo
Emirates se convirtió en la primera aerolínea del mundo en introducir un sistema de entretenimiento personal en un avión comercial después de ser la primera en introducir las pantallas de respaldo en 1992. Las tres clases cuentan con un sistema de entretenimiento en vuelo (IFE) personal. Hay tres tipos de sistemas de entretenimiento en Emirates: ICE; ICE Widescreen Digital, radio, televisión y Emirates.
Emirates ha ganado el premio al mejor en vuelo de entretenimiento de Skytrax para su sistema: ICE cada año desde la creación del sistema en 2003. En la actualidad, toda la flota tiene a ICE como sistema de entretenimiento a bordo, ICE ofrece más canales que cualquier otro en el sistema de entretenimiento. Además de la "Aerolínea del año", Emirates también recibió el premio a la "Mejor línea Aérea de Medio Oriente" y el de mejor entretenimiento durante el vuelo del mundo en la edición 2013 del "Skytrax anual World Airline Awards".
Emirates TV y radio también se ofrece principalmente en rutas de corta distancia, y el 30% de la flota de Emirates ofrece a los pasajeros 15 canales de video y 26 de audio, así como 50 juegos de video. También están disponibles los titulares de la BBC, una exhibición de vuelo y cámaras exteriores que dan una vista de pájaro desde el avión.

### ICE
ICE: (Información, Comunicación, Entretenimiento) es el sistema de entretenimiento en vuelo utilizado por Emirates. Introducido en 2003, ICE está disponible en todos los nuevos aviones y las características con entre 600 y 1200 canales a todos los pasajeros. ICE se encuentra todos los Airbus A380-800, Airbus A340-500, Boeing 777-200LR y Boeing 777-300ER. También está disponible en todos los aviones Boeing 777-300, todos los modelos anteriores se han modernizado en un 100%.
En julio de 2007, Emirates presentó ICE Digital Widescreen, una versión actualizada del ICE. Cuenta con más de 1200 canales de entretenimiento preseleccionados (frente a 600) a disposición de todos los pasajeros. ICE Digital Widescreen está disponible en todos los nuevos aviones.

#### Información
El sistema se basa en el sistema de 3000i de Panasonic Avionics Corporation. ICE ofrece a los pasajeros un enlace de datos directo desde BBC News. Es el primer sistema IFE en conectarse automáticamente a fuentes de noticias. Esto se complementa con el software Airshow «moving-map» de Rockwell Collins. Cámaras exteriores ubicadas en los aviones pueden ser vistas por los pasajeros, a través del sistema IFE durante el despegue y el aterrizaje. Emirates también fue una de las primeras aerolíneas en introducir el servicio de Internet de alta velocidad, en vuelo, junto con Singapore Airlines, mediante la instalación de sistemas de conexión vía satélite de Inmarsat y se convirtió en la segunda aerolínea del mundo en ofrecer transmisiones internacionales de televisión en directo utilizando el mismo sistema.

#### Comunicación

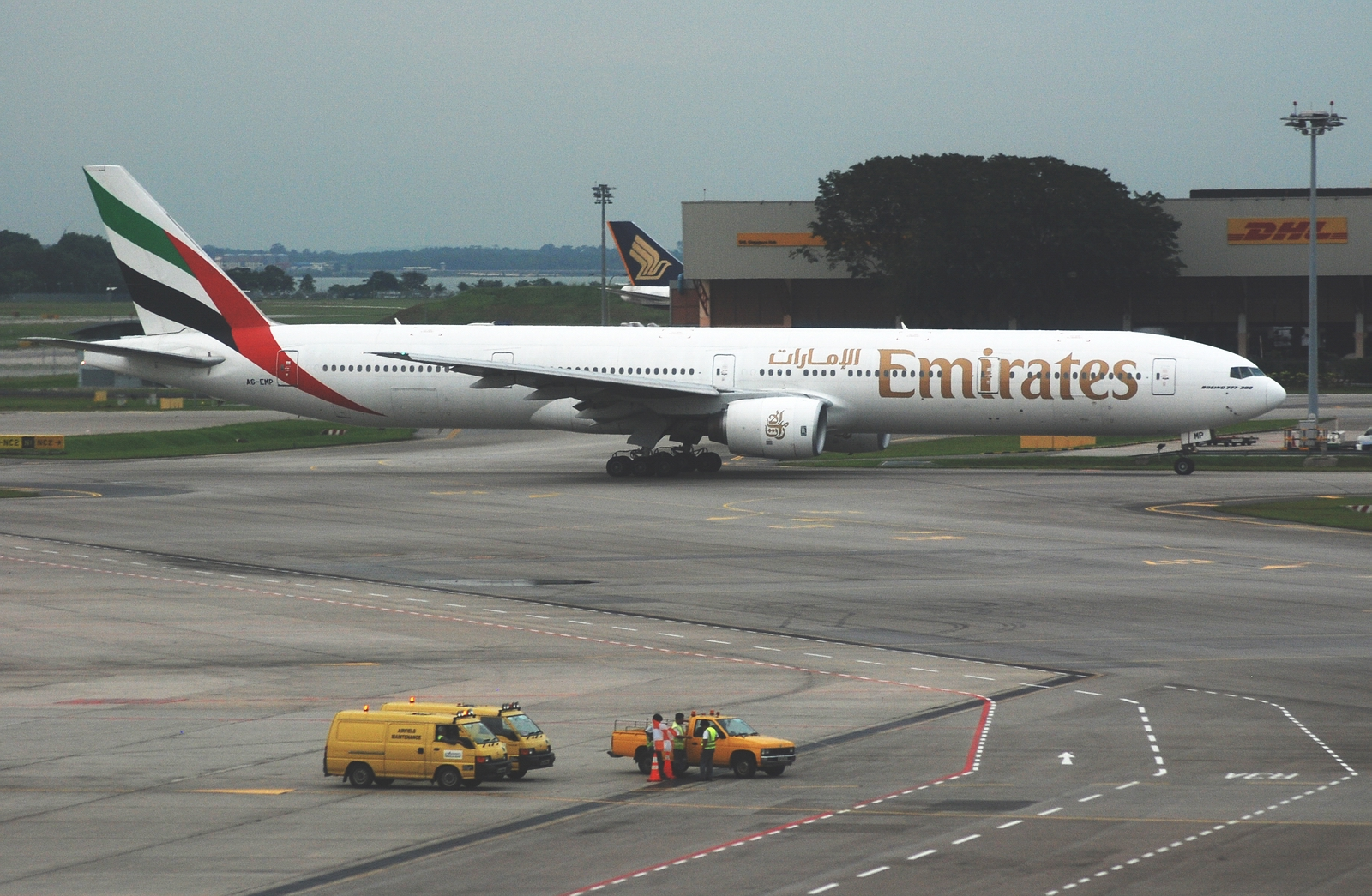
La tecnología ICE también se encuentra presente en los Boeing 777–300 de Emirates

ICE también contiene un enlace a un servidor de correo electrónico de a bordo que permite a los pasajeros acceder, enviar o recibir mensajes de correo electrónico de en Estados Unidos con un costo de $ 1 dólar por mensaje. ICE también contiene un servicio de chat de asiento a asiento. En noviembre de 2006 la compañía firmó un acuerdo con la empresa de comunicaciones móviles AeroMobile para permitir el uso a bordo de los teléfonos celulares para llamar a la gente o por medio de mensajes de texto, en algunos Boeing 777 seleccionados. El servicio fue presentado por primera vez en marzo de 2008.

#### Entretenimiento
El sistema ICE incluye películas, música y videojuegos. ICE ofrece más de 130 títulos de películas y 15 canales de video, 60 canales de televisión pregrabados, 350 canales de audio, y alrededor de 50 títulos de videojuegos. A ICE también se puede acceder en 10 idiomas como Inglés, francés, alemán, español, árabe, coreano y japonés. Desde 2003, todas las opciones de entretenimiento están disponibles bajo demanda a todas las clases con opciones para hacer una pausa, adelantar y rebobinar cada uno. Las opciones de entretenimiento incluyen sólo películas de temática heterosexual, series de televisión, etc.
Emirates comenzó a ofrecer la capacidad de atraque de música portátil para el iPod de Apple Inc., con sistema de reproducción de vídeo a mediados de 2007. Esto no solo permite que la batería del dispositivo se pueda cargar, sino que también permite la integración con el sistema de entretenimiento en vuelo(IFE). Con lo que también permite que al sistema IFE reproducir música, programas de televisión o películas por medio del iPod.

### Servicios de tierra
Los pasajeros pueden realizar el check-in entre dos y 48 horas antes de la salida del vuelo. Esto se puede hacer en el mostrador o en el lobby en el aeropuerto. Los quioscos de autoservicio también están disponibles en el Aeropuerto Internacional de Dubái, así como en ciertas estaciones del metro de Dubái.

#### Emirates Lounges
Los pasajeros de primera clase y clase de negocios, así como Skywards dorada y plateada, tienen acceso a Emirates Lounges. La aerolínea cuenta con 32 salas en 28 ciudades. Los miembros de Silver Skywards sólo pueden utilizar las salas VIP en el Aeropuerto Internacional de Dubái. En los aeropuertos en los que Emirates no opera una sala de espera, una tercera sala de embarque de la puerta se proporciona generalmente para los pasajeros de primera clase y de negocios, así como miembros de Golden Skywards.

#### Chauffeur-drive
Los pasajeros de primera clase y de clase de negocios pueden hacer uso de chofer de transporte gratuito al aeropuerto en las ciudades seleccionadas.

## Fútbol
Actualmente Emirates patrocina a los siguientes clubes de fútbol:
- LaLiga:
  - Real Madrid C. F.
- Ligue 1:
  - Olympique de Lyon
- Serie A:
  - A. C. Milan
- Premier League:
  - Arsenal F. C.
- Primeira Liga:
  - S. L. Benfica

## Galería

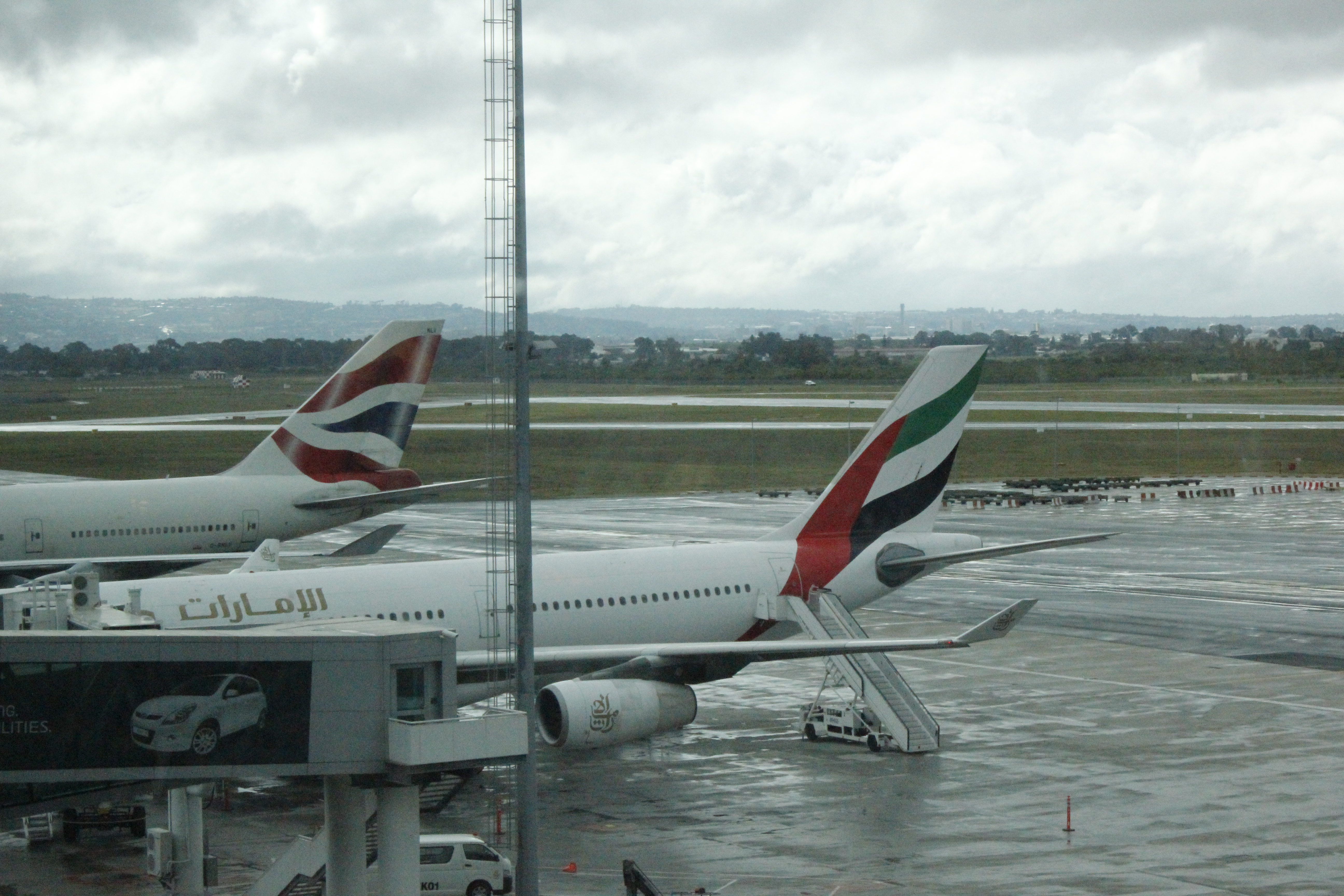
Airbus A340 de Emirates en el Aeropuerto Internacional de la Ciudad del Cabo, Sudáfrica
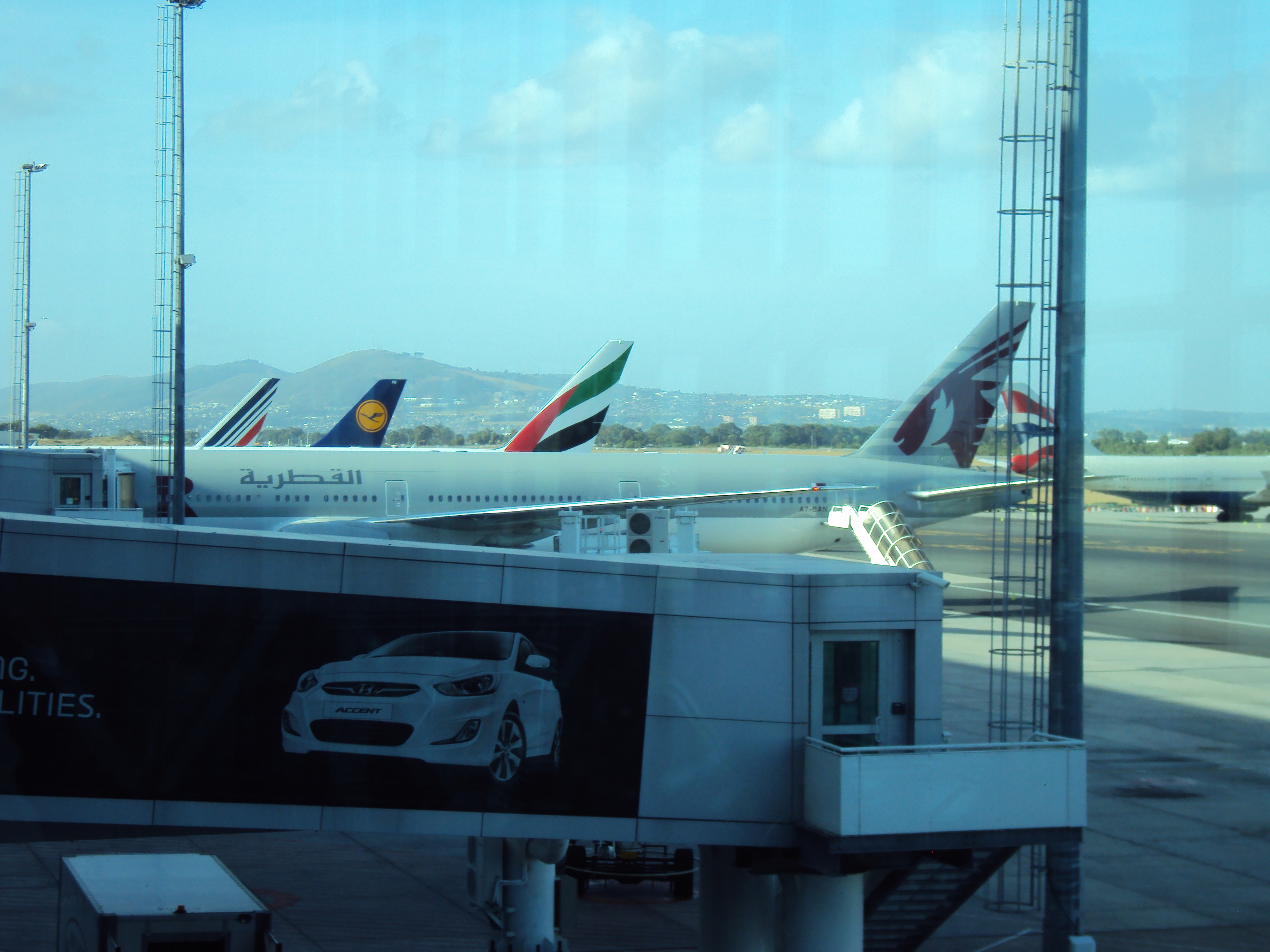
Boeing 777 de Emirates en el Aeropuerto Internacional de la Ciudad del Cabo, Sudáfrica
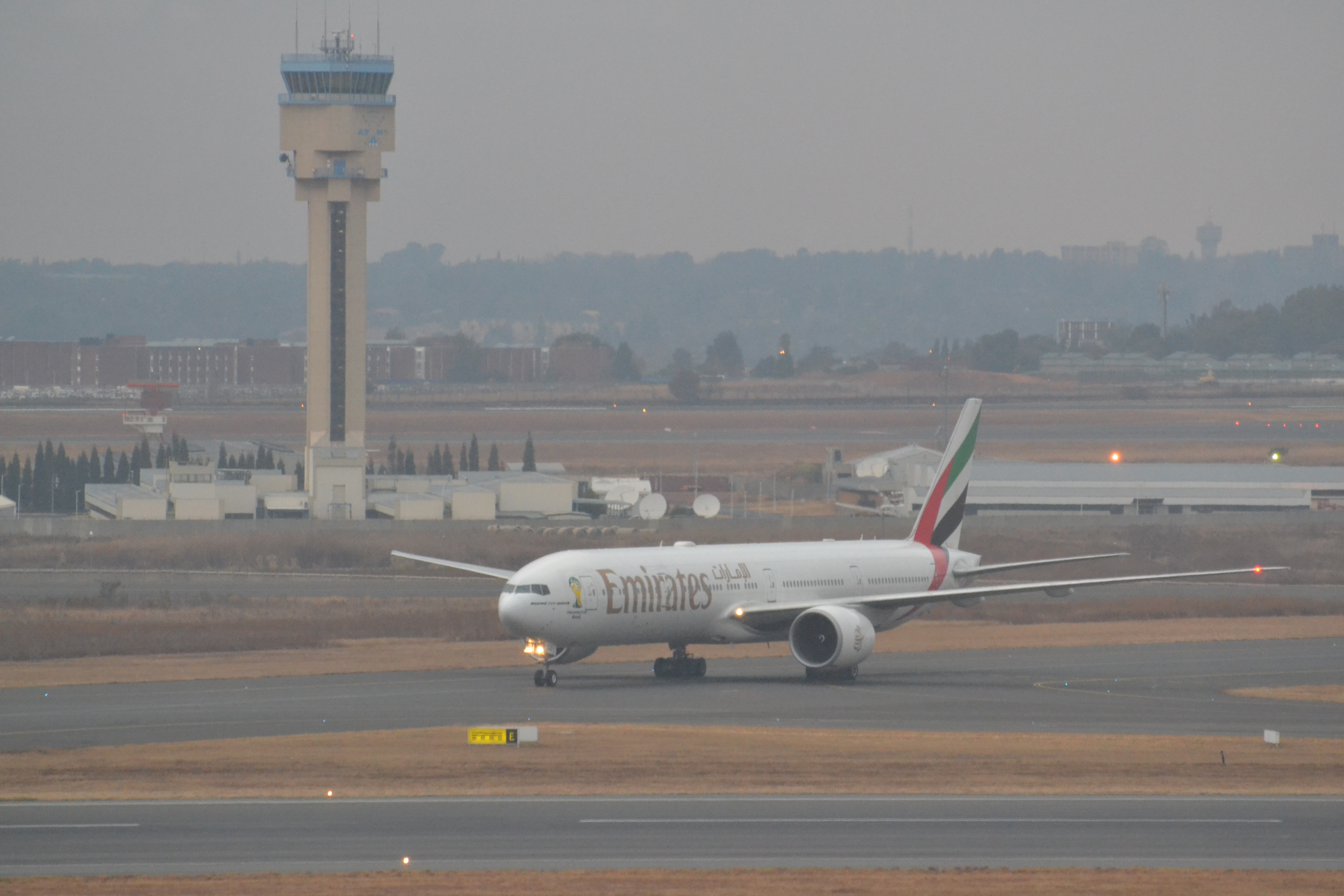
Boeing 777 de Emirates en el Aeropuerto Internacional de Johannesburgo, Sudáfrica

## Accidentes e incidentes
- El 9 de abril de 2004, un Airbus A340-300 que operaba un vuelo entre Johannesburgo y Dubái sufrió graves daños durante el despegue al no estar en el aire antes del final de la pista, golpeando 25 luces de aproximación, cuatro neumáticos estuvieron a punto de estallar y a su vez lanzaron escombros a diversas partes de la aeronave, que dañaron el mecanismo de accionamiento del ala. Esto hizo que las alas quedaran inmóviles en posición de despegue. El avión regresó para un aterrizaje de emergencia durante el cual el sistema de frenado fue normal y no sufrió daños. El avión fue llevado a una parada ubicada 250 metros al final de la pista de 3400 metros con el inversor de empuje y el sistema de frenado alternativo. En su informe, los investigadores sudafricanos descubrieron que el capitán había utilizado una técnica de despegue errónea, y criticó la formación Emirates y sus prácticas turnos.

- El 20 de marzo de 2009, el Vuelo 407 de Emirates, un Airbus A340-500 en la ruta de Melbourne a Dubái no logró despegar correctamente del Aeropuerto de Melbourne, golpeando varias estructuras en el extremo de la pista antes de finalmente subir lo suficiente como para volver al aeropuerto por un aterrizaje seguro. A pesar del hecho de que no hubo muertos ni heridos como resultado de este accidente, fue lo suficientemente grave como para ser clasificado como un accidente por la Oficina Australiana de Seguridad del Transporte.

- El 3 de agosto de 2016 alrededor de las 12:45, el vuelo 521 de Emirates, un Boeing 777 que operaba un vuelo entre Thiruvananthapuram, India y Dubái, Emiratos Árabes Unidos fue donde tuvo lugar un incendio en uno de los motores y falla en el tren de aterrizaje de soporte trasero de la aeronave antes de llegar a su destino, donde se efectuó un aterrizaje de emergencia. Todos los pasajeros fueron evacuados a tiempo el grupo de 300 personas, conformadas por 282 pasajeros y 18 tripulantes, sin embargo se confirmó una víctima la cual fue un bombero que intentaba extinguir las llamaradas. Se confirmó que 226 eran de nacionalidad india; también se habló de la presencia de británicos, emiraties, estadounidenses, saudíes, turcos, irlandeses, australianos, brasileños, alemanes, malasios y tailandeses. El aeropuerto y todas las operaciones despegues y aterrizajes, fueron suspendidas hasta que el Gobierno nuevamente accediera a reanudar las actividades en el aeropuerto.